# Phillippa Yaa de Villiers
Phillippa Yaa de Villiers (sinh ngày 17 tháng 2 năm 1966) là một nhà văn và nghệ sĩ trình diễn người Nam Phi từng đoạt giải thưởng, người trình diễn các tác phẩm của mình trong nước và quốc tế. Cô được chú ý với thơ ca của mình, mà đã được xuất bản trong các bộ sưu tập và trên nhiều tạp chí và tuyển tập, cũng như cho chương trình một người phụ nữ tự truyện của cô, Original Skin, tập trung vào sự nhầm lẫn của cô về bản sắc của mình khi còn trẻ, như là con gái của một người mẹ Úc và một người cha Ghana được một gia đình da trắng nhận nuôi và nuôi dưỡng tại nước apartheid Nam Phi.
Cô đã viết: "Tôi trở thành Phillippa Yaa khi tôi tìm thấy cha ruột của mình, người đã nói với tôi rằng nếu anh ấy ở đó khi tôi được sinh ra, cái tên đầu tiên tôi được đặt sẽ là một tên ngày giống như tất cả các em bé Ghana, và tất cả các cô gái thứ năm là Yaa, Yawo hoặc Yaya. Vì vậy, bằng cách thay đổi tên, tôi dự định ghi lại cảm giác thân thuộc và cũng là một niềm tự hào về phía châu Phi của tôi. Sau khi lớn lên ở Nam Phi da trắng, tiếp thu rất nhiều 'sự thật' về những người da đen là như thế nào, tôi cần phải đòi lại nhân tính và bản thân mình từ việc đối tượng hóa độc hại. " Cô cũng nói:" Bởi vì tôi đã không được cho biết rằng tôi được nhận nuôi cho đến khi tôi hai mươi tuổi, tôi thiếu vốn từ vựng để mô tả tôi là ai và tôi đến từ đâu, vì vậy việc biểu diễn và viết văn đã trở thành cách giúp tôi tự lập. " Như Tishani Doshi đánh giá trên tờ New Indian Express:" Phần lớn tác phẩm của cô ấy liên quan đến chủng tộc, tình dục, đẳng cấp và giới tính trong bối cảnh Nam Phi. "

## Tiểu sử

### Con nuôi và những năm tháng tuổi thơ
De Villiers được sinh ra tại Hillbrow ở Johannesburg, Nam Phi, nơi cô trải qua những tháng đầu đời trong The Princess Alice Home, một cơ sở dành cho các em bé nuôi. Là con lai một nửa người Úc và một nửa người Ghana, cô được nhận nuôi lúc chín tháng tuổi, mặc dù cha mẹ nuôi của cô không nhận ra điều đó cho đến khi cô 20 tuổi.